# آدل مارسیلتتی
آدل مارسیلتتی (انگلیسی: Adele Marsiletti؛ زادهٔ ۷ نوامبر ۱۹۶۴) بازیکن فوتبال اهل ایتالیا است.
وی همچنین در تیم ملی فوتبال زنان ایتالیا بازی کرده‌است.